# Архитектонски стил
Под архитектонским стилом подразумевамо један регионални или интернационални значајни стил у архитектури. Начин обликовања грађевинских објеката у оквиру града, који је карактеристичан за једну епоху, назива се стил. Највеће епохалне промене у култури човечанства, које се у уметности карактеришу стиловима, настају најчешће после великих догађаја. Стилови у грађевинарству обично су дело више уметника. Да би се разумео неки стил, потребно је познавати културу тога доба, као и поднебље где је настао.
Архитектонски стил може да се односи на један лични стил појединог архитекте, једну архитектонску школу или за једну историјску епоху на његов типични језик форме. Архитектонски стилови се јављају и преовлађују током одређеног историјског времена и јављају се као одређена мишљења или реакције на такова мишљења и имају своје ране фазе, и развијене фазе и тако се уопштено узев сваки архитектонски стил једноставно дели на: рани, средњи и касни стил - односно његову фазу у развоју за које се могу са сигурношћу утврђивати појаве одређених карактеристика и форми које га прате и ту се примењују. Границе између појединих стилова нису увек тачно одређене и врло често се јавља мешање појединих стилова и њихово продирање једнога у други и постепене прелазе у току временских периода.
Класификација стилова и епоха је уско повезана са другим стиловима у уметности и на пример у стиловима намештаја иако у новије време, поред великих стилова који су оставили последице на све врсте уметности, где се запажа велико нагомилавање и појава многобројних стилова- јављају и стилови који се карактеристични само у појединим врстама уметности и тако и у архитектури. Историја архитектуре у којој се говори о појединим стиловима у архитектури у појединим историјским епохама се једноставно може поделити на: историју архитектуре старог века, историју архитектуре средњег века, и историју архитектуре новог века, где у свим овим епохама можемо да разликујемо велики број разноврсних стилова који су били карактеристични за поједина временска раздобља у одређеним регионима. Народна архитектура се засебно наводи. Пошто је народна архитектура боље схваћена као сугестивна за културу, писана широко (као и теорија и процес, а не ствар у себи), она технички може да обухвата сваки архитектонски стил - или ниједан стил. Сама по себи, народна архитектура није стил.

## Историја концепта архитектонског стила
Конструкција схема стилова периода историјске уметности и архитектуре била је једна од водећих активности научника 19. века у новом пољу историје уметности, које се иницијално превасходно развило на немачком говорном подручју. Важни писци о широкој теорији стила обухватају Карла Фридриха фон Румора, Готфрида Земпера, и Алојза Ригла у његовом раду Питање стила из 1893. године. Хајнрих Велфлин и Пол Франкл су наставили дебату у 20. веку. Пол Јакобстал и Јозеф Стржиговски су међу историчарима уметности који су следили Ригла у предложеним великим шемама којима се прати пренос елемената стилова кроз велике распоне у времену и простору. Ова врста историје уметности је такође позната као формализам, или проучавање форми или облика у уметности.

## Грчки стил
Несумњиво најистакнутија по достигнућима у области грађевинарства је грчка архитектура. У Грчкој су настала три специфична стила: дорски, јонски и коринтски. Ови стилови изражавају смисао старих Грка за музику, поезију, сликарство, итд. Грчки градитељи су своје грађевине (храмове) градили на посебан начин. На равној каменој подлози, у облику терасе, подизали су низове стубова који носе јаке водоравне камене греде, на које належе двоводни кров. Стубови нису само носиоци масивне кровне конструкције већ својим облицима и распоредом дају читавој грађевини једноставан и складан изглед. Они су одраз давне човекове жеље да зидови што мање заклањају поглед у природу.
- Дорски стуб има два дела: стабло и горњи део - капител.
- Јонски стуб је троделан. Састоји се из базе, стабла и капитела.
- Коринтски стуб је исти као и јонски, док се капител састоји из три дела. Доњи део је прстен из којег извиру краци листови акантуса, медитеранске биљке, средњи део је компонован од дужих листова и горњи део - абакус је квадратног облика.

## Етрурски стил
На тлу данашње Италије развила се посебна грађевинска техника Етрураца, позната као етрурски стил. Њега карактеришу обли (полукружни) сводови - лукови. Ређајући клинасто камење по кружној основи, добили су ови, конструктивни облик-куполу.

## Римски стил
Римска архитектура је од Грка преузела стуб, а од Етрураца полукружни облик, свод и куполу. Комбинацијом тих елемената створили су свој начин грађења. Стубове спајају полукружним луковима који су карактеристични за све њихове грађевине: храмове, палате, арене, позоришта, купатила, итд.